# Spiraxidae
Spiraxidés
Famille
Les Spiraxidae (les Spiraxidés en français) sont une famille de mollusques gastéropodes terrestres.

## Liste des genres
Selon GBIF (24 avril 2023) :
- Boriquena H.B.Baker, 1941
- Euglandina Crosse & P.Fischer, 1870
- Guillarmodia H.B.Baker, 1941
- Mayaxis F.G.Thompson, 1995
- Micromena H.B.Baker, 1939
- Miraradula H.B.Baker, 1939
- Myxastyla F.G.Thompson, 1995
- Orizosoma Pilsbry, 1891
- Pittieria E.von Martens, 1901
- Poiretia P.Fischer, 1883
- Pseudosubulina Strebel & Pfeffer, 1882
- Rectaxis H.B.Baker, 1926
- Salasiella Strebel, 1878
- Sardopoiretia Bodon, Nardi, Braccia & Cianfanelli, 2010
- Spiraxis C.B.Adams, 1850
- Strebelia Crosse & P.Fischer, 1868
- Streptostyla Shuttleworth, 1852
- Streptostylella Pilsbry, 1907
- Streptostylops Pilsbry, 1933
- Tornaxis E.von Martens, 1898
- Varicoglandina Pilsbry, 1908
- Varicoturris Pilsbry, 1907
- Volutaxis Strebel & Pfeffer, 1882

## Systématique
La famille des Spiraxidae a été créée en 1939 par le malacologiste américain Horace Burrington Baker (d) (1889-1971).